# Sieges Even
I Sieges Even sono stati un gruppo progressive metal tedesco formatosi come Sodom nel 1983 a Monaco di Baviera; assunsero il nome attuale nel 1986, per ragioni di omonimia con i più famosi conterranei Sodom.

## Storia
I fondatori furono il chitarrista Markus Steffen e il bassista Oliver Holzwarth, seguiti dal batterista Alex Holzwarth (fratello di Oliver) e dal cantante Franz Herde, sostituito nel 2004 da Arno Menses.
Si sono sciolti per differenze interne alla band nel settembre 2008. Markus Steffen e Arno Menses hanno formato i Subsignal, mentre i fratelli Holzwarth hanno formato i Brutal Godz con Uwe Lulis (già chitarrista di Grave Digger e Rebellion) e Charly Steinhauer (cantante dei Paradox).

## Formazione

### Formazione attuale
- Arno Menses - voce
- Markus Steffen - chitarra
- Oliver Holzwarth - basso
- Alex Holzwarth - batteria

### Ex componenti
- Franz Herde - voce
- Jogi Kaiser – voce
- Greg Keller – voce
- Börk Keller − tastiere
- Wolfgang Zenk – chitarra

## Discografia

### Album in studio
- 1988 - Lifecycle
- 1990 - Steps
- 1991 - A Sense of Change
- 1995 - Sophisticated
- 1997 - Uneven
- 2005 - The Art of Navigating by the Stars
- 2007 - Paramount

### Album dal vivo
- 2008 - Playground